# 共青团路关帝庙
共青团路关帝庙，位于中國山东省济南市天桥区五龙潭公园南门西侧，南邻共青团路，为济南旧城中目前保存尚好的三处关帝庙之一（另两处分别位于县西巷和芙蓉街），该建筑最早建于元代以前，前后修缮十余次，现存建筑为2001年估衣市街（今共青团路）拓宽改造时重修。
该组建筑包括南部的蜜脂殿和北部的关帝庙两部分，清代属济南估衣行同业人集资所建的集云会馆并分别为其前殿和正殿。蜜脂殿中设大门，两侧均为两开间殿堂，相传清同治八年山东巡抚丁宝桢曾在此奉光绪帝密旨，以违例出宫为名斩杀慈禧太后的贴身太监安德海。关帝庙为三开间殿堂，面阔五米，进深十米许，殿内设关公神像，东、西、北三壁存有明清时期所绘的关公生平壁画，殿西亦立有关公彩绘塑像，院内存有多通历代重修时的碑刻。
庙前的狭小天井中有西蜜脂泉，因泉水甘甜似蜜而得名，为金代《名泉碑》、明代晏璧《七十二泉诗》和清代郝植恭《七十二泉记》所著录的济南七十二名泉之一，亦列入2004年4月评选的新七十二名泉中，隶属五龙潭泉群。泉池为块石所砌，东西长约6米，深3米，宽3米餘，一泉两池，东西对称，中为通往关帝庙的石桥，池周围以石栏。该泉水势良好，泉水自北壁石洞中向北潜流，与醴泉泉水汇合后注入五龙潭。